# Esparza
Esparza é uma pequena cidade da província de Puntarenas na Costa Rica. Apesar de pequena, é uma das mais antigas do país e localiza-se relativamente perto do litoral, cerca de 250 metros acima do nivel do mar.
No centro da cidade, localiza-se uma pequena praça rodeada por vários estabelecimentos comerciais e também por uma igreja construída por volta de 1600 e que continua praticamente da mesma forma com exceção de sua cúpula que desabou após um grande terremoto e teve de ser reconstruída. Acredita-se que o sino dessa igreja que era feito de ouro e que fora roubado por piratas. Por ser muito pesado teve que ser enterrado em algum lugar dos arredores da cidade, para que não fosse encontrado e os piratas fugiram abandonando-o, e que até hoje não foi encontrado.
Muitas das casas de Esparza são construídas basicamente de madeira e algumas tem cerca de 200 anos de idade. Esse tipo de arquitetura é muito comum em todo o país já que prédios altos e casas de concreto são facilmente danificados por terremotos. Já essas casas de madeira por serem mais flexiveis resistem até a terremotos muito fortes. O prédio mais alto da cidade é de apenas três andares devido a esse mesmo problema dos terremotos.
O solo dos arredores da cidade por ser de origem vulcânica é muito rico em fósseis de conchas do período cretáceo e de outros animais invertebrados. Um dos melhores locais para a procura de fósseis na região são as margens rochosas do Rio Esparza que recebe esse nome em homenagem a cidade pela qual ele passa.